# R. Tam Sessions
Vous lisez un « bon article » labellisé en 2014.
Les R. Tam Sessions sont une série de cinq courtes vidéos en noir et blanc, d'une durée totale de huit minutes, publiées sur Internet par Joss Whedon en 2005. Prenant place dans le Serenityverse, l'univers de fiction de la série Firefly, elles montrent une série d'entrevues entre un « thérapeute de l'Académie » montré de dos, joué par Whedon lui-même, et la jeune femme émotionnellement instable nommée River Tam, interprétée par Summer Glau.
Publiées de manière non officielle (Whedon et Universal Pictures niant dans un premier temps être impliqués), ces vidéos constituaient une forme de marketing viral pour le film Serenity. Les « sessions » ont été publiées sur Internet entre le 16 août et le 5 septembre 2005, et sont incluses sur l'édition collector du Blu-ray de Serenity sous le titre Session 416.

## Synopsis
Situées avant les événements de la série Firefly et du film Serenity, les R. Tam Sessions montrent des extraits de sessions d'évaluation du personnage de River Tam alors qu'elle est retenue dans le « centre de formation » de l'Alliance, connu seulement comme « l'Académie ». Ces vidéos jettent une lueur complémentaire aux rares séquences de la série sur les expériences et la torture que « l'Académie » a conduites sur River. Elles documentent son passage de timide enfant prodige vers l'adolescente mentalement instable qui apparaît dans la série télévisée.
Les cinq vidéos sont listées ici dans l'ordre de diffusion, mais l'ordre chronologique réel est indiqué par leur numérotation, la session 1 étant la première, et la session 416 la dernière.

### «R. Tam, Session 416 – Second Excerpt»

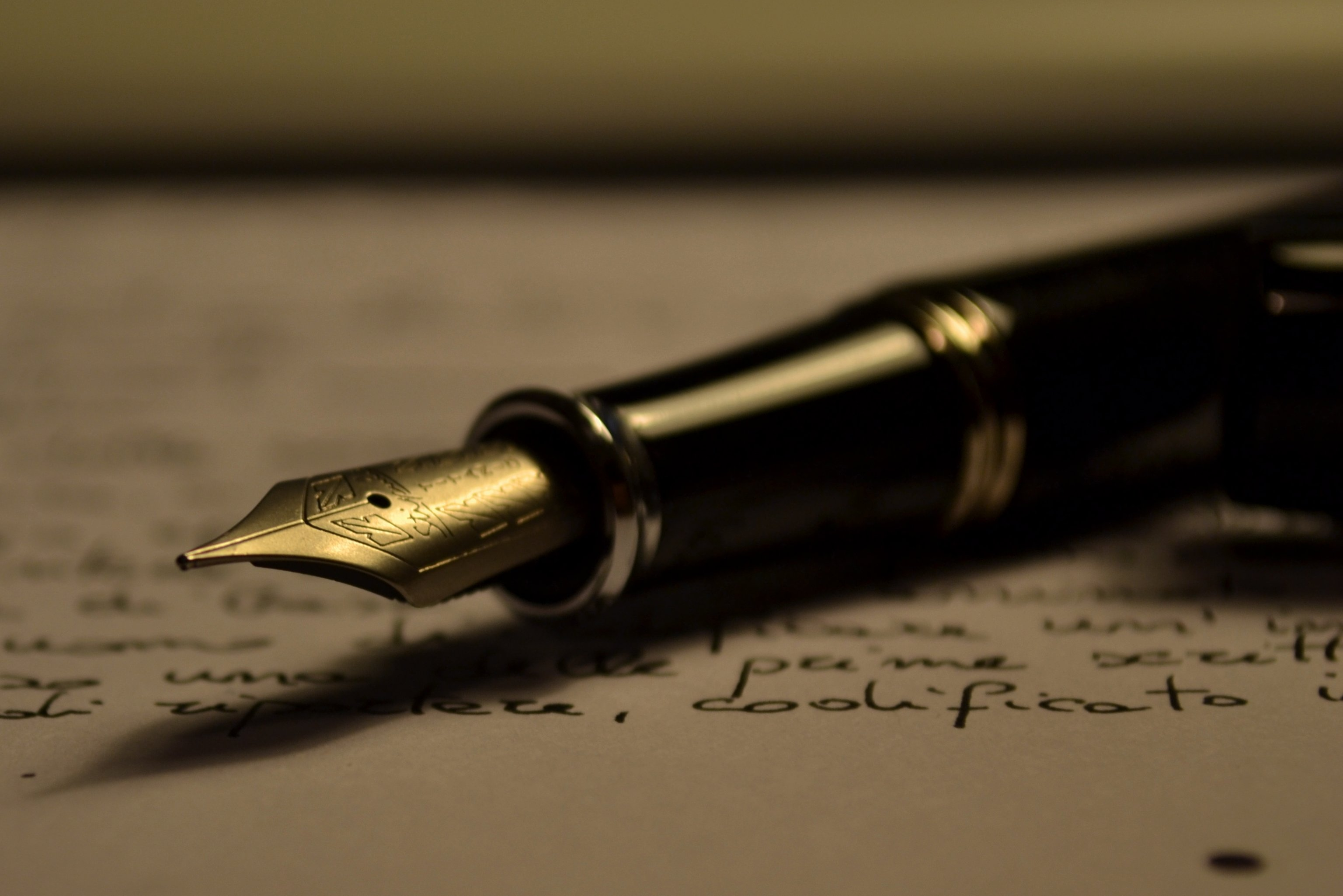
Un stylo-plume.

La scène montre, de dos, un homme assis sur une chaise à une table. Après quelques secondes de silence, il met ses mains à sa gorge et commence à suffoquer violemment. Il en tire ce qui est apparemment un stylo-plume, et le lance sur la table. Après quelques instants de convulsions, il tombe de sa chaise et s'effondre sur le sol. Plaquant une main couverte de sang sur la vitre située devant la caméra, River apparaît alors à l'écran, regarde directement le spectateur et murmure « Je peux vous voir ».

### «R. Tam, Session 1 – Excerpt»
La scène introduit une jeune fille nommée River. Elle est interrogée par l'homme qui a été assassiné dans le premier extrait. Le décor est apparemment la même salle et la même table. Cet extrait se passe donc avant le précédent, comme indiqué par la numérotation et la personnalité de River. Le thérapeute commence à poser des questions à River sur sa vie, par exemple comment est l'école où elle va, et si elle serait intéressée par rejoindre ce qui est apparemment « l'Académie ». Cet extrait montre River comme une personne extrêmement intelligente et laisse entendre qu'elle est également très intuitive, voire possède des talents psi.

### «R. Tam, Session 22 – Excerpt »
River a maintenant des doutes sur le fait qu'elle pourrait ne pas être « le bon sujet » pour les traitements qui sont faits sur elle. Elle demande à être transférée à nouveau dans une école normale, même si l'enseignement y est « trop lent ». La vidéo coupe alors vers une autre conversation. River affirme que « c'est le Pax » (une référence aux événements de Serenity), et fait une autre remarque sans lien, à propos d'un patient mort sur une table alors que l'interrogateur (apparemment un médecin) était en train d'effectuer une opération chirurgicale, ce qui la désigne comme étant une télépathe, dans la mesure où elle a connaissance d'une scène à laquelle elle n'a pas assisté et dont personne ne lui a parlé, mais que son interlocuteur connaît. Elle a très envie de voir son frère, mais le thérapeute repousse cette requête en lui suggérant d'écrire une lettre à la place.
L'extrait mentionne également un Dr Mathias qui est apparemment la personne responsable de ce qui est fait à River. Il apparaît ensuite dans le film Serenity.

### «R. Tam, Session 165 – Excerpt»

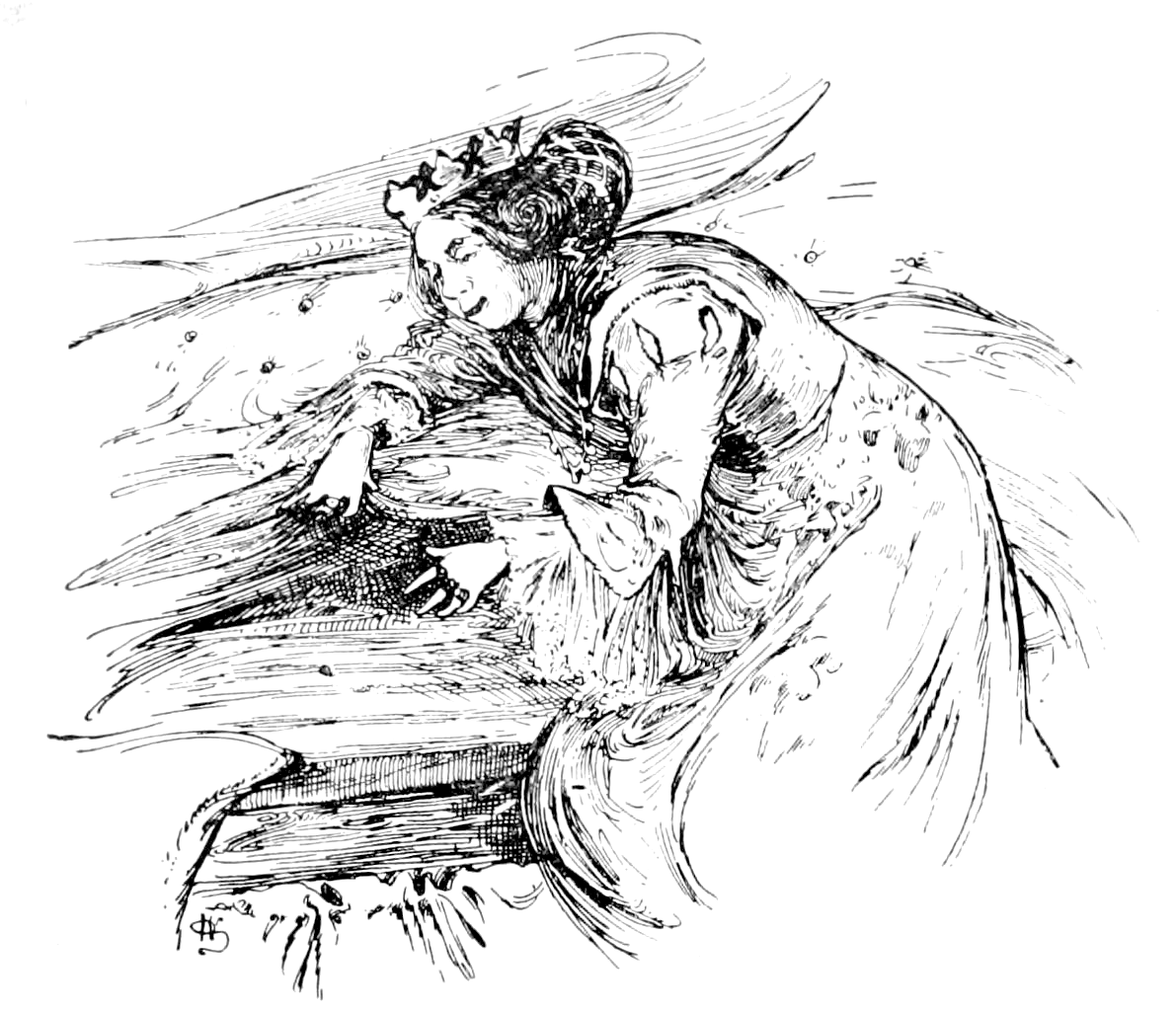
La Princesse au petit pois.

Dans cet extrait, River a connu un épisode psychotique et fait les cent pas au lieu de s'asseoir comme dans les extraits précédents. Elle tient un discours décousu, bégayant par moments, sur la façon dont elle a apparemment découpé son matelas pour une raison connue d'elle seule, faisant une référence au conte de fées La Princesse au petit pois. Elle affirme qu'elle n'a « pas de mission », cherchant apparemment le but de sa présence dans l'institution.
Soudain, après une coupure de la vidéo, elle hurle et se penche sur la table, et affirme que quelque chose dans le matelas est « planté dans [elle] » et crie à plusieurs reprises à l'intervieweur qu'« ils l'ont découpée » (une référence à l'épisode de Firefly « Intrusion »).
La référence de River à La Princesse au petit pois contient un double sens, se référant à l'histoire d'une princesse qui ne peut pas dormir à cause d'un pois sous son matelas. De même, dans Serenity, il est laissé entendre que la psychose de River est causée par un « pois » similaire : un secret si important que son esprit s'est fragmenté juste pour se protéger.

### «R. Tam, Session 416 – First Excerpt»
River annonce que le Dr Mathias lui a « donné une mission » et est apparemment au courant que son frère Simon est à sa recherche. Elle affirme qu'elle ne peut pas dire au thérapeute quelle est sa mission et qu'elle va devoir l'écrire, tendant la main vers le stylo que tient son interlocuteur.

## Personnages
Le thérapeute

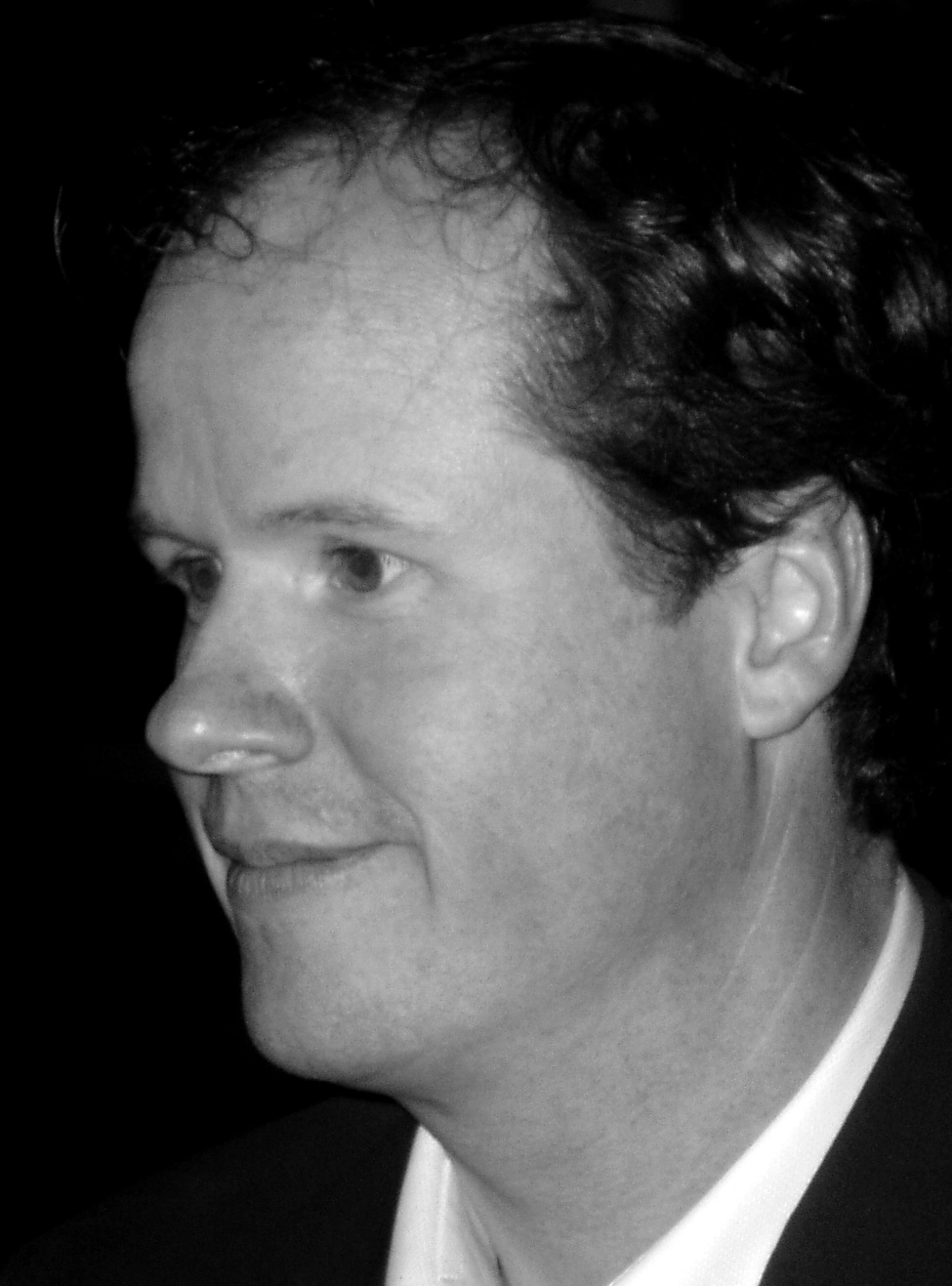
Joss Whedon en 2005.

Le thérapeute (en anglais The Therapist ou The Interviewer) est le personnage menant l'interrogatoire de River Tam pour le compte de l'Académie, une organisation ayant pour façade une école pour élèves extrêmement brillants mais menant en fait des expériences sur au moins une partie de ceux-ci. Il est gaucher, n'est vu que de dos et meurt lors du dernier entretien, lorsque River le tue en lui plantant son stylo dans la gorge. Il est interprété par Joss Whedon lui-même.
River Tam
River Tam est une adolescente montrée d'abord comme une enfant prodige, très intelligente et athlétique, et dont la personnalité devient instable au fil des extraits. Avant de rejoindre l'Académie, elle a grandi aux côtés de son frère aîné Simon, tous deux étant très proches l'un de l'autre, au sein de la famille Tam, sur la planète centrale de l'Alliance Osiris.
Avec son excellent intellect et sa compréhension intuitive des notions complexes, elle est envoyée dans une école seulement connue comme « l'Académie » à 14 ans. Bien que ses parents et Simon pensent que l'Académie est une école privée destinée à former les étudiants les plus prometteurs de l'Alliance, il s'agit en fait d'une couverture pour une expérience gouvernementale visant à créer le parfait assassin. River est le cobaye de médecins et scientifiques de l'Alliance, les expériences secrètes menées sur elle incluant une neurochirurgie intensive durant laquelle la majeure partie de son amygdale a été retirée, la laissant incapable de contrôler ses émotions. Elle a des périodes abruptes d'instabilité mentale et possède des capacités d'intuition et psi, et les R. Tam Sessions laissent entendre que ces capacités existaient déjà à l'état latent avant son entrée dans l'école, sans qu'il soit expliqué quand et comment elle est devenue pleinement télépathe.
River est interprétée par Summer Glau, qui a reçu un Saturn Award du meilleur second rôle féminin pour ce rôle dans le film Serenity en 2006.
Simon Tam (mentionné uniquement)
Le docteur Simon Tam est le frère aîné de River. Il est chirurgien traumatologue en résidence dans l'un des meilleurs hôpitaux de la capitale d'Osiris. Inquiet par les lettres de sa sœur qui incluent des messages dans un code connu d'eux seuls, il décide de tenter de la délivrer, comme le montre l'épisode « Sains et saufs » de Firefly.
Dr Mathias (mentionné uniquement)
Le Dr Mathias est le chef du projet de recherche mené sur le cerveau de River Tam. Uniquement mentionné dans les R. Tam Sessions, il apparaît dans Serenity sans que son nom soit prononcé, bien qu'il soit indiqué dans le script du film et dans sa novélisation.

## Réalisation
Dans la transcription d'une interview du 12 septembre 2005 par Gabriel Wilder, journaliste du Sydney Morning Herald, Joss Whedon explique que le jeudi 16 juin 2005 l'équipe de promotion du film Serenity d'Universal cherchait à en faire la promotion sur internet, évoquant le succès récent de Numa Numa. Joss Whedon finit par proposer une série d'interviews avec River avant la série télévisée, la montrant heureuse avant de devenir lentement folle. Il propose ensuite de commencer plutôt par quelque chose d'horrible pour accrocher les spectateurs avant de revenir en arrière. L'idée est adoptée, et Whedon contacte Summer Glau, qui était alors au Texas et se préparait à tourner le téléfilm Mammouth, la résurrection, pour lui demander si elle peut venir tourner le samedi. Dans les jours qui suivent, Whedon monte une petite équipe de tournage et décide de jouer lui-même le rôle du docteur, pour économiser de l'argent et parce qu'ils n'ont pas le temps de trouver un acteur,.
Le tournage a lieu le samedi 18 juin 2005, dans un petit studio de Studio City avec une équipe d'une dizaine de personnes (dont un directeur de la photographie). Les cinq vidéos sont tournées dans la journée, avec plusieurs prises à chaque fois. Summer Glau a ensuite déclaré avoir eu et appris son texte la veille du tournage et en avoir eu des cauchemars durant la nuit,,.

## Publication

### Web

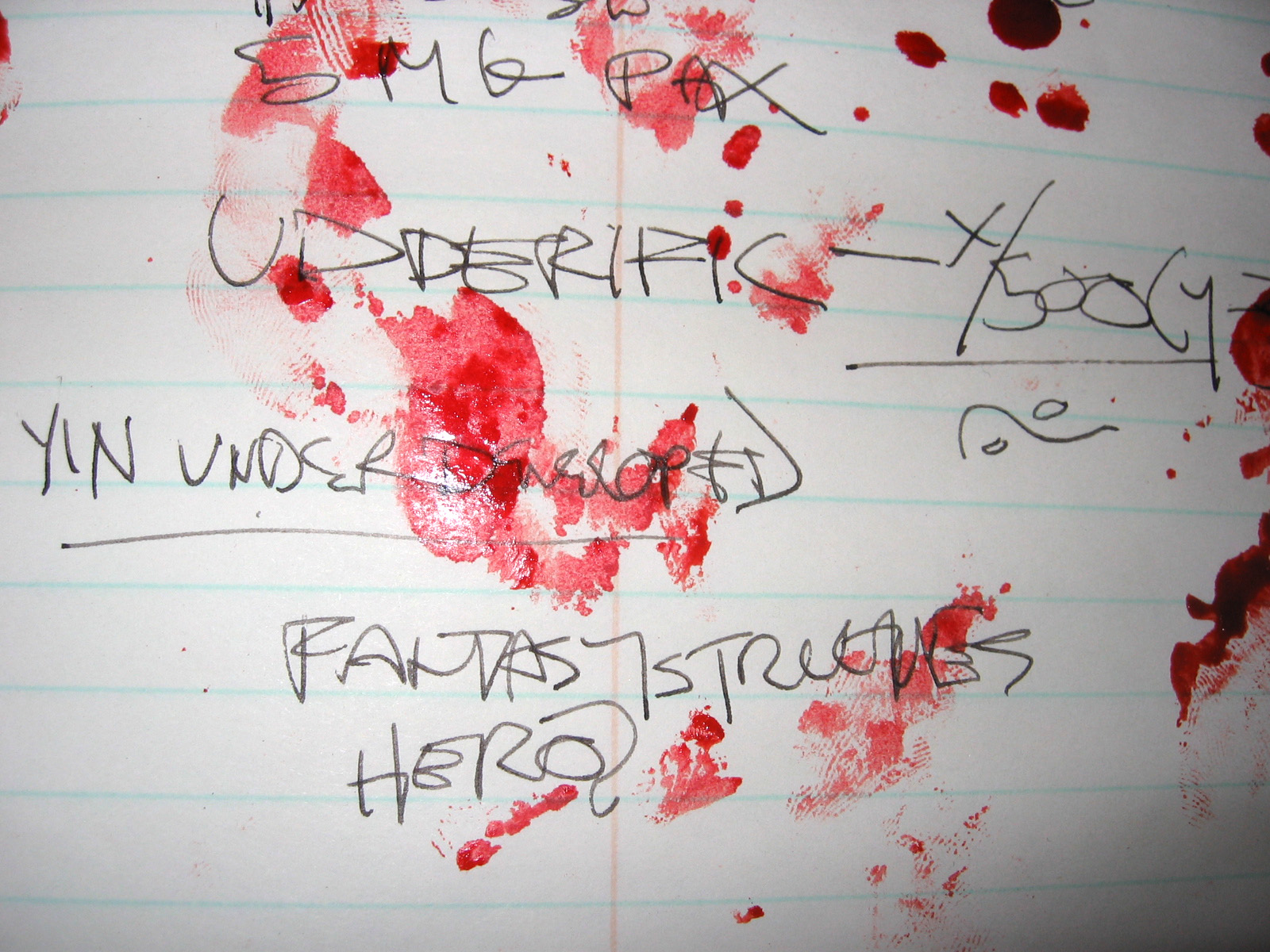
Extrait d'un carnet publié par Will Keightley, qui affirme qu'il s'agit de celui utilisé par Joss Whedon sur le tournage.

La première publication connue de « R. Tam, Session 416 – Second Excerpt » date du 16 août 2005 sur iFilm, mais le site prétendait avoir trouvé la vidéo via un réseau en peer-to-peer non précisé. Dans les jours qui suivent les fans identifient un certain nombre d'éléments de la courte vidéo de 48 s (comme le logo de l'Alliance) comme correspondant à des œuvres déjà rendues publiques que l'artiste Geoffrey Mandel avait réalisées pour le film Serenity et de nombreux débats ont lieu dans les communautés de fans pour savoir si oui ou non la vidéo était officielle, si Summer Glau était bien l'interprète (et si oui, s'il ne s'agissait pas d'un montage d'un tournage différent), si le Lab-Coated Man était joué par Joss Whedon, par Nathan Fillion ou par quelqu'un d'autre, etc. ; la question centrale étant de savoir si la vidéo était officielle ou une création de fan. L'hypothèse d'un marketing viral est évoquée.
Le 23 août, le fansite de Summer Glau signale qu'ils ont été contactés par un certain « Paul Probo », qui leur avait déjà signalé l'existence de la première vidéo. Le même jour un certain « John Dowses » (anagramme de « Joss Whedon ») s'inscrit sur de nombreuses listes de fans qui avaient discuté de la « Session 416 – Second Excerpt » pour annoncer qu'il a trouvé un fichier intitulé « tam_session1 ». La vidéo, d'1 min 32 s, est postée en ligne quelques heures plus tard. Cette deuxième vidéo lève les doutes : il s'agit bien de Summer Glau et de Joss Whedon, et donc d'une campagne de marketing viral. Paul Probo signale le 24 août au fansite de Summer Glau qu'il y a cinq vidéos en tout. Le lendemain le site poste la vidéo « R. Tam, Session 22 – Excerpt », la plus longue de l'ensemble avec une durée de 2 min 37 s. Le site du magazine Empire tient le soir du 25 août un chat en présence des acteurs de Serenity et à une question sur les R. Tam Sessions Joss Whedon répond : « Je nie aussi avoir connaissance de ces choses que j'ai écrites et tournées et dans lesquelles j'apparais »,.
Le 29 août paraît « R. Tam, Session 165 – Excerpt » qui dure 1 min 31 s et le 5 septembre la dernière vidéo, « R. Tam, Session 416 – First Excerpt », de 1 min 22 s.

### Supports vidéo
En 2007, les R. Tam Sessions sont intégrées comme bonus au DVD collector du film Serenity sous le titre « Session 416 », puis sous le même titre sur les éditions collector sur Blu-ray. Les vidéos y sont regroupées en une seule, de 8 min, toujours en noir et blanc avec une faible qualité (bien que le site de fan Session416 affirme que la version DVD a été remastérisée par rapport à la version internet. Une piste de sous-titres est également ajoutée.

## Postérité
D'autres œuvres ont inséré des références aux R. Tam Sessions. Ainsi, selon Jo Storm, auteur d'un guide sur la série de science-fiction Battlestar Galactica, une scène de l'épisode 13 de la saison 3 de cette série, « L'Interrogatoire », diffusé le 28 janvier 2007, montre Felix Gaeta poignardant Gaius Baltar dans le cou avec le stylo de ce dernier.
Des extraits de dialogues de River dans les R. Tam Sessions sont intégrés dans la chanson Girl in a Box du groupe 76.

## Réception et accueil critique
Les discussions entre fans et le fait qu'ils partagent les vidéos attirent l'attention du public sur celles-ci et le film Serenity, et dans son article « Geeks of the world, unite! », Natasha Giardina mentionne les R. Tam Sessions comme exemple de procédé utilisé par Universal pour tirer profit des réseaux de fans pour faire la promotion du film. Les critiques professionnels leur réservent également un accueil positif, ainsi IGN UK décrit ce « petit bout de théâtre pris sur un film granuleux en noir et blanc » comme « une  scène à deux personnages portée par les dialogues qui apporte peu de nouvelles informations, mais reste cependant intéressante et faite de manière intéressante »,. Certains critiques sont cependant moins enthousiastes au sujet de leur présence sur l'édition collector du DVD, notant que les fans ont déjà vu les vidéos en ligne et que les spectateurs occasionnels trouveront le contenu maigre et apportant peu au personnage de River,. Le critique Peter T. Chattaway qualifie également la « Session 416 – Second Excerpt » d'« énigme terrifiante si on n'a pas vu les autres »,.
Dans son analyse de la philosophie chez Joss Whedon, Joseph J. Foy s'appuie sur les R. Tam Sessions pour montrer comment Whedon s'écarte du modèle de Hobbes. Pour Foy, le Serenityverse est plutôt un exemple des idéaux lockiens de gouvernement et d'individualisme. L'organisation de l'Alliance, avec un cœur central et des planètes extérieures laissées dans un « état de nature » (dans le sens hobbesien) où prédominent les personnages criminels et même l'exemple extrême des Ravageurs. Whedon semble alors suggérer qu'une forme d'autorité commune est nécessaire, selon le modèle de Hobbes, pour apporter la paix. La perspective hobbesienne fait de l'équipage du Serenity les « vrais méchants » de l'histoire et non l'Alliance, hypothèse qui n'est pas incompatible avec la série télévisée Firefly, bien que le choix de l'équipage comme protagonistes écarte implicitement du modèle hobbesien. Les R. Tam Sessions consacrent cette critique du modèle hobbesien en dépeignant une Alliance irrespectueuse des individus, qu'elle considère comme devant être « encadrés et contrôlés » : l'entraînement de River pour faire d'elle un assassin et une espionne, contre sa volonté, en lui causant une profonde détresse psychologique. Cette critique est encore accentuée dans le film Serenity.

### Citations d'origine
1. ↑  « I can see you. »
2. ↑  « I also deny knowledge of those things that I wrote and shot and am in. »
3. ↑  « […] a small bit of a theatre caught on grainy, black-and-white film […] »
4. ↑  « […] a dialogue-driven, two-person scene which adds little in the way of new information, but it remains interesting - and interestingly-made - nonetheless. »
5. ↑  « the “first” one’s kind of a creepy head-scratcher if you haven’t seen the others yet »
6. ↑  « real villains »
7. ↑  « individuals are to be contained and controlled rather than nurtured and allowed to autonomously develop »